# Jancsi Balogh Sági
Dans le nom hongrois Balogh János, le nom de famille précède le prénom, mais cet article utilise l’ordre habituel en français János Balogh, où le prénom précède le nom.
Pour les articles homonymes, voir Sagi.

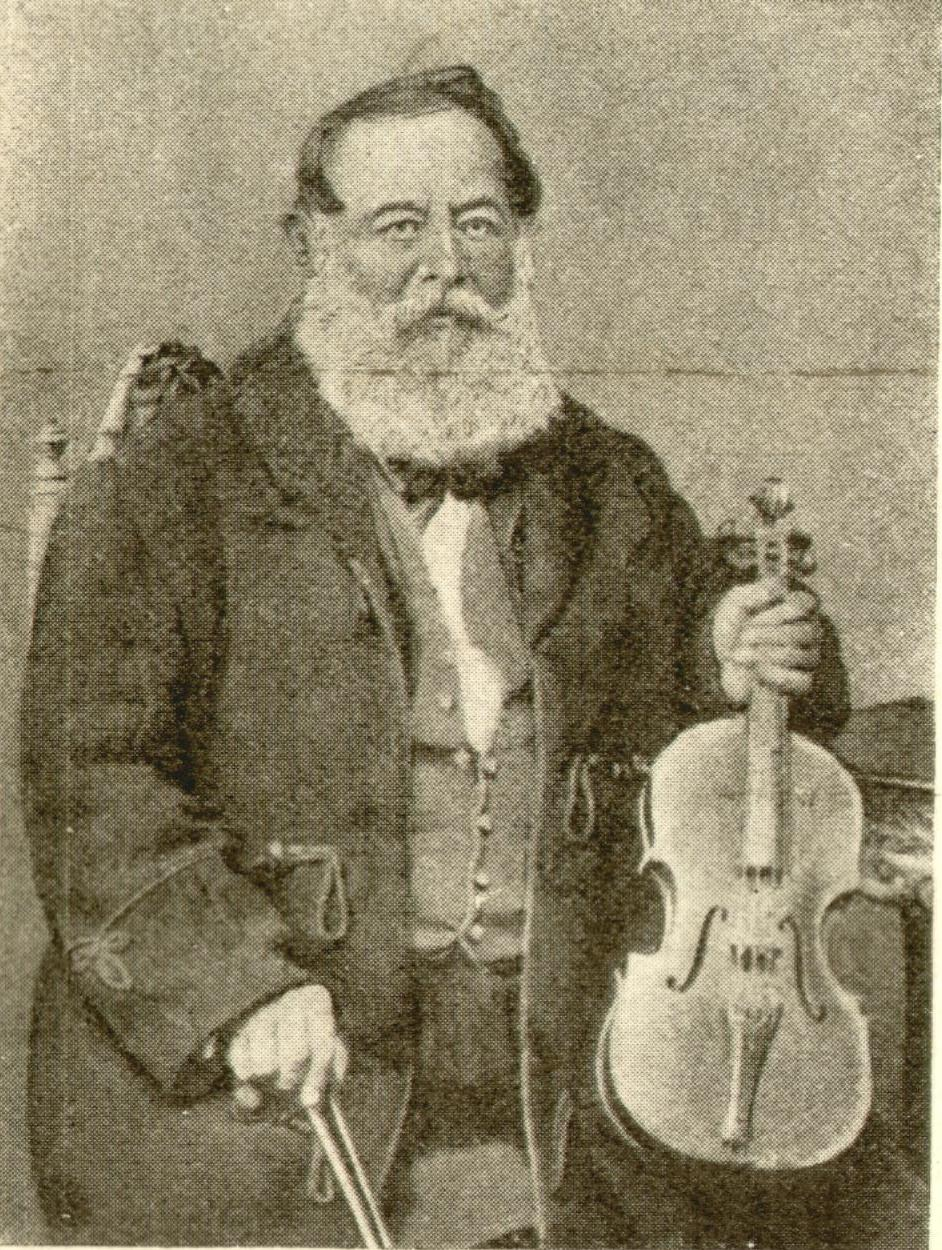

Jancsi Balogh Sági (né János Balogh en 1803 et mort en 1876) est un musicien, violoniste et compositeur hongrois.

## Biographie
Il naquit à Ipolyság, aujourd'hui Šahy au sud de la Slovaquie. Son père, musicien populaire, était de la proche parenté de Panna Czinka. Très tôt premier violon dans l'orchestre de János Bihari, où il joua six ans, Balogh montra une forte inclination pour les vieux airs des insurgés de Rakóczi et autres mélodies au bord de l'oubli. En fait, toute la famille avait été imprégnée de ces chants comme d'un héritage, attesté par des lettres du XVIIIe siècle (son aïeul avait joué la complainte de Rákóczi à Rákóczi lui-même sur le lit de mort de ce dernier) et des partitions comme celle de la Fantaisie de Rákóczi. 
À la mort de János Bihar, Balogh rentra fonder son propre orchestre à Šahy et il était invité des semaines entières pour jouer chez les nobles, notamment à Svätý Anton/Szent-Antal chez le duc de Koburg auprès duquel il siégeait lors de toutes les grandes fêtes. C'est là qu'entre deux séjours estivaux à Banská Štiavnica/Semelcbánya (Schelmnitz), il fit la connaissance de l'archiduc Joseph de Hongrie, encore enfant – rencontre décisive pour sa vie. Lors de la guerre de libération de 1848, Balogh fut le premier à rejoindre les troupes de Györgey mais comme celui-ci ne voulait pas de musiciens parmi ses hommes, il se mit sous les ordres du général Guyon et participa avec lui à la bataille nocturne d'Igló, puis à celle de Branicko et aux actions contre le général Schlick entre autres à Tokaj et à Tarca et enfin à celle de Timişoara le 9 août 1849, qu'ils perdirent; fidèle au général Guyon, il l'accompagna dans son exil en Turquie mais l'année suivante il revint en Autriche-Hongrie et se produisit de nombreuses fois à Vienne, donnant en particulier un éclat sans précédent à une fête de l'ambassadeur de Russie – en alternance avec Johann Strauss et son orchestre. 
Il fut invité en 1858 à Pest par le jeune historien de l'épopée rakoczienne, Kálmán Thaly, qui lui fit jouer pendant des semaines les complaintes originales des insurgés kouroutz, car il était le dernier dépositaire de cette musique ; c'est ainsi que la fameuse csardas "Fantaisie de Rákóczi" ressortit alors de l'oubli et connut le plus grand succès jusqu'à Paris et Londres, jouée par les orchestres de Sárközi et Kálozsdi. Balogh était également un homme cultivé qui entretint une correspondance en rromani avec l'archiduc Joseph, lequel le tenait en très haute estime et pour qui il compila un dictionnaire hongrois-rromani (contenant les traductions rromani de plusieurs prières et publié en octobre 1876 à Banská Štiavnica – les prières avaient déjà été publiées en 1850 à Graan). 
Balogh fut d'un grand secours pour l'archiduc dans la rédaction de sa grammaire comparée qui sert aujourd'hui encore de référence. 
Il mourut en paix à Banská Štiavnica, laissant dix-sept enfants, tous musiciens accomplis, notamment Rudiné Balogh, épouse Rácz et Laci Balogh. L'archiduc Joseph tint à couvrir tous les frais des funérailles de son ami. Dans une lettre à la fille du musicien, le souverain écrivait fin 1888: "Na pobisterav bare miśte kana tro dad [ipoly]śàgi Balogh Janoś baśavlǎs naphukaredere phure gilǎ rromane andr-o dizǎθe Szent Antal the pisindǎl mança lesqero rromane lavenqero kedinǐpe. O phuro Rrom ulǎs mro ćaćo ‘mal ; manqe dukhal vogǐ kana mulǎs." (Je n'oublie pas lorsque ton père Sági Balogh János jouait si bien les vieux airs les plus confidentiels dans la ville de Szent Antal et qu'il a écrit avec moi son recueil de vocabulaire rromani. Le vieil homme était devenu un très proche ami et mon âme a été très peinée par sa mort).